# César Delgado
César Fabián „Chelito” Delgado Godoy (ur. 18 sierpnia 1981 w Rosario) – argentyński piłkarz występujący na pozycji ofensywnego pomocnika lub skrzydłowego.
Od czerwca 2014 posiada również obywatelstwo meksykańskie.
Początkowo grał w Rosario Central, a w 2003 roku trafił do meksykańskiego Cruz Azul. W 2007 roku został zawodnikiem francuskiego Olympique Lyon, natomiast w cztery lata później powrócił do Meksyku, do CF Monterrey.
Z reprezentacją Argentyny grał na Copa América 2004 i w Pucharze Konfederacji 2005. Był członkiem drużyny, która zdobyła złoto na Igrzyskach w Atenach w tym samym roku. Grał też dla reprezentacji w eliminacjach do Mistrzostw Świata w Niemczech, które odbyły się w 2006 roku.
W sierpniu 2016, jako zawodnik Rosario Central, został zawieszony na rok za stosowanie dopingu.